# Discografia delle Atomic Kitten

## Album
| Anno | Album                                                                                                  | Posizione | Posizione | Posizione | Posizione | Posizione | Posizione | Posizione | Posizione | Posizione | Posizione | Posizione | Posizione | Posizione | Vendite e Certificazioni                                                           |  |
| Anno | Album                                                                                                  | UK        | IRL       | GER       | DAN       | AUT       | FRA       | SVI       | PB        | AUS       | NZL       | JPN       | MEX       | US        |                                                                                    |  |
| ---- | --- | --------- | --------- | --------- | --------- | --------- | --------- | --------- | --------- | --------- | --------- | --------- | --------- | --------- | ---------------------------------------------------------------------------------- |  |
| 2000 | Right Now (versione con Kerry Katona) - 1º album studio - Pubblicato: 23 ottobre 2000 - Formato: CD    | 39        | —         | —         | —         | —         | —         | —         | —         | —         | —         | ?         | —         | —         | Vendite globali: - Vendite UK: - Vendite JPN: -                                    |  |
| 2001 | Right Now (nuova versione con Jenny Frost) - 1º album studio - Pubblicato: 6 agosto 2001 - Formato: CD | 1         | 9         | 6         | 4         | 8         | 61        | 4         | 44        | 86        | 12        | ?         | ?         | —         | Vendite globali: 2,5 milioni Vendite UK: 1 milione Certificazione UK: 2x Platino   |  |
| 2002 | Feels So Good - 2º album studio - Pubblicato: 9 settembre 2002 - Formato: CD                           | 1         | 5         | 6         | 12        | 3         | 74        | 7         | 6         | 21        | 3         | ?         | 69        | —         | Vendite globali: 3,7 milioni Vendite UK: 2 milioni Certificazione UK: 3x Platino   |  |
| 2003 | Atomic Kitten - 1º album americano - Pubblicato: 22 aprile 2003 - Formato: CD                          | —         | —         | —         | —         | —         | —         | —         | —         | —         | 7         | —         | —         | 102       | Vendite globali: - Vendite US: 40.000                                              |  |
| 2003 | Ladies Night - 3º album studio - Pubblicato: 10 novembre 2003 - Formato: CD                            | 5         | 28        | 12        | ?         | 10        | ?         | 11        | 24        | 67        | 3         | ?         | 72        | —         | Vendite globali: 2,4 milioni Vendite UK: 1,5 milioni Certificazione UK: 2x Platino |  |
| 2004 | Greatest Hits - 1º Greatest Hits - Pubblicato: 5 aprile 2004 - Formato: CD                             | 5         | 19        | 35        | ?         | 24        | ?         | 61        | 35        | ?         | 8         | ?         | 89        | —         | Vendite globali: 2,2 milioni Vendite UK: 500 000 Certificazione UK: 1x Oro         |  |
| 2005 | The Collection - 1º compilation - Pubblicato: 5 maggio 2005 - Formato: CD                              | 7         | —         | —         | —         | —         | —         | —         | —         | —         | —         | —         | —         | —         | Vendite globali: - Vendite UK: 50 000                                              |  |
| 2005 | Access All Areas: Remixed and B-Sides - 2º compilation - Pubblicato: 30 agosto 2005 - Formato: CD      | —         | —         | —         | —         | —         | —         | —         | —         | —         | —         | ?         | —         | —         | Vendite globali: - Vendite JPN: -                                                  |  |

Note:
- —  indica che l'album in quel paese non è stato pubblicato.
- ?  indica che l'album in quel paese è stato pubblicato ma non si conosce la posizione in classifica.

## Singoli
| Anno | Singolo                              | UK | IRL | GER | DAN | AUT | FRA | SVI | PB | SPA | AUS | NZL | JPN | MEX | CAN | US | Album                          |
| ---- | ------------------------------------ | -- | --- | --- | --- | --- | --- | --- | -- | --- | --- | --- | --- | --- | --- | -- | ------------------------------ |
| 1999 | "Right Now"                          | 10 | —   | —   | —   | —   | —   | —   | —  | —   | 46  | 40  | —   | —   | —   | —  | Right Now (versione con Kerry) |
| 2000 | "Cradle" 1                           | —  | —   | —   | —   | —   | —   | —   | —  | —   | —   | —   | 1   | —   | —   | —  | Right Now (versione con Kerry) |
| 2000 | "See Ya"                             | 6  | —   | —   | —   | —   | —   | —   | —  | —   | —   | —   | —   | —   | —   | —  | Right Now (versione con Kerry) |
| 2000 | "I Want Your Love"                   | 10 | —   | —   | —   | —   | —   | —   | —  | —   | —   | —   | —   | —   | —   | —  | Right Now (versione con Kerry) |
| 2000 | "Follow Me"                          | 20 | —   | —   | —   | —   | —   | —   | —  | —   | —   | —   | —   | —   | —   | —  | Right Now (versione con Kerry) |
| 2001 | "Whole Again"                        | 1  | 1   | 1   | 10  | 1   | 21  | 2   | 1  | —   | 2   | 1   | —   | —   | 20  | —  | Right Now (versione con Jenny) |
| 2001 | "Eternal Flame"                      | 1  | 2   | 5   | 12  | 3   | 2   | 9   | 6  | 19  | 47  | 1   | —   | —   | 15  | —  | Right Now (versione con Jenny) |
| 2001 | "You Are" 2                          | 90 | —   | —   | —   | 46  | 86  | 40  | 35 | —   | —   | 13  | —   | —   | —   | —  | Right Now (versione con Jenny) |
| 2002 | "It's OK"                            | 3  | 7   | 18  | 9   | 9   | 37  | 7   | 21 | 13  | 24  | 16  | —   | —   | —   | —  | Feels So Good                  |
| 2002 | "The Tide Is High (Get the Feeling)" | 1  | 1   | 3   | 10  | 3   | 42  | 4   | 3  | —   | 4   | 1   | —   | —   | —   | 42 | Feels So Good                  |
| 2002 | "The Last Goodbye" ³                 | 2  | 5   | —   | 20  | —   | —   | —   | 17 | —   | —   | 11  | —   | —   | —   | —  | Feels So Good                  |
| 2003 | "Be with You" ³                      | 2  | 5   | —   | 18  | —   | 82  | —   | 35 | —   | 10  | 15  | —   | —   | —   | —  | Feels So Good                  |
| 2003 | "Love Doesn't Have to Hurt" 4        | 4  | —   | —   | —   | —   | —   | —   | —  | —   | —   | —   | —   | —   | —   | —  | Feels So Good                  |
| 2003 | "If You Come To Me"                  | 3  | —   | —   | 14  | —   | —   | —   | 14 | —   | 30  | 9   | —   | —   | —   | —  | Ladies Night                   |
| 2003 | "Ladies' Night"                      | 8  | —   | —   | 12  | —   | 54  | —   | 16 | 3   | 39  | —   | —   | —   | —   | —  | Ladies Night                   |
| 2004 | "Someone like Me" 5                  | 8  | 18  | —   | —   | —   | —   | 42  | 52 | —   | —   | —   | —   | —   | —   | —  | Ladies Night                   |
| 2004 | "Right Now 2004" 5                   | 8  | 18  | —   | —   | —   | —   | 42  | 52 | —   | —   | —   | —   | —   | —   | —  | Greatest Hits                  |
| 2005 | "Cradle 2005" 4                      | 10 | —   | —   | —   | —   | —   | —   | —  | —   | —   | —   | —   | —   | —   | —  | Greatest Hits                  |
| 2006 | "All Together Now" 6                 | —  | —   | 16  | —   | —   | —   | —   | —  | —   | —   | —   | —   | —   | —   | —  | FIFA 2006 World Cup Hits       |
| 2008 | "Anyone Who Had a Heart" 4; 7        | 77 | —   | —   | —   | —   | —   | —   | —  | —   | —   | —   | —   | —   | —   | —  | Liverpool: The Number Ones     |

- 1 Singolo pubblicato solamente in Asia.
- 2 Singolo pubblicato solamente in Nuova Zelanda e in alcuni paesi europei; fu disponibile in Gran Bretagna solo su importazione.
- ³ Singoli pubblicati in un unico formato in Gran Bretagna, mentre in formati singoli nel resto del mondo.
- 4 Singolo pubblicato solo in Gran Bretagna.
- 5 Singoli pubblicati in un unico formato.
- 6 Singolo pubblicato solo in Germania.
- 7 Singolo pubblicato solo in formato digitale.

## DVD
| Anno | Dvd                                     | Posizione |
| ---- | --------------------------------------- | --------- |
| 2001 | So Far So Good                          | 20        |
| 2002 | Right Here Right Now Live               | 1         |
| 2003 | Be with Us                              | 17        |
| 2004 | The Greatest Hits Live at Wembley Arena | 1         |
| 2005 | Access All Areas: Remixed & B-Side      | —         |